# Грузман, Шулим Айзикович
Шулим Айзикович Грузман (партийный псевдоним Александр, ? — 1919, Екатеринослав) — большевистский деятель на Украине и в России, член ЦК КП(б)У, член Всероссийского исполнительного комитета Советов рабочих и солдатских депутатов, редактор газеты «Донецкий пролетарий» (Юзовка). Председатель ЦВРКД один из творцов Донецкой области - областного объединения советов в 1917-1918 годах.

## Биография
В 1912 году вступил в Российскую социал-демократическую рабочую партию. За политическую деятельность был сослан в Сибирь в 1915 году. В январе 1916 года освободился.

### На Донбассе
После Февральской революции 5 марта 1917 года из Петрограда прибыл в Донбасса для политической работы. Стал членом Горловского комитета РСДРП (б). В конце апреля на партконференции был избран первым секретарем Горловско-Щербиновского районного комитета РСДРП (б). Летом был избран депутатом 1 Всероссийского съезда Советов, на котором избран членом ЦИКа. Также от Московского комитета проведен в депутаты Московской городской думы.  
В сентябре 1917 г. в Горловке был создан отряд Красной гвардии, одним из организаторов и идейных руководителей которого был Ш. Грузман. Участвовал в работе 2 Всероссийского съезда Советов с совещательным голосом.
После Октябрьской революции один из организаторов и руководителей Бюро военно-революционных комитетов Донбасса. В январе 1918 стал руководителем Центрального Военно-революционого комитета Донбасса и Центрального штаба Красной Гвардии Донбасса, формировал и вооружал ее отряды, участвовал в подавлении вооруженного выступления, управляемого атаманом А. М. Калединим.

### В России
В апреле 1918 году вернулся в Россию приехал в Москву где был избран членом Московского областного бюро РКП (б), затем работал в Секретариате партии. Затем на подпольной работе в Харькове под псевдонимом "Александр" и Екатеринославе. На первом съезде КП(б)У в июле и втором съезде в октябре в Москве избирался членом ее ЦК. После 2 съезда КП(б)У член Исполнительного бюро ЦК, которое руководило подпольными организациями на оккупированной территории Украины.

### Возвращение в Украину
Осенью 1918 года вернулся в Украину, и занимался организацией подпольных организаций.
Жил и работал в Харькове, затем переехал в Екатеринослав, где продолжил работу в подпольных организациях.
Погиб в Екатеринославе в 20-х числах января 1919 во время боев за город между армией УНР с одной стороны и большевиками и махновцами — с другой.